# Antun Rožić
Antun Rožić (1787. – 1848.), hrvatski jezikoslovac, autor je gramatike latinskoga jezika koja je izdana u dvije knjige od kojih prva, Pervi temelyi diachkoga jezika za pochetnike vu domorodnom jeziku, Varaždin, 1821., uvodi u morfologiju latinskoga jezika, a druga, Kratko naputjenye vu kruto hasznoviteh, i zevsema potrebneh temelyih diachkoga jezika, Budim, 1820., donosi sintaktičke napomene o uporabi padeža, aktiva i pasiva, veznika i zamjenica te gerundiva i supina. 
Ti su opisi gramatičkih temelja latinskoga jezika za nas posebno zanimljivi jer su pisani hrvatskim kajkavskim književnim jezikom. Ta je gramatika zapravo hrvatska preradba gramatike latinskoga jezika Jozsefa Grigelya Institutiones Grammaticae in usum scholarum grammaticarum regni Hungariae et adnexarum provinciarum koja je objavljena u nekoliko izdanja (prvo 1809.), a izrađena je prema načelima gramatike Emmanuela Alvaresa. 
Rožićevo tumačenje latinske gramatike na materinskom jeziku umjesto Grigelyeve posve se uklapa u terezijansko-jozefinske reforme školstva započete u drugoj polovici 18. stoljeća u Habsburškoj Monarhiji.
Antun Rožić dao je svoj veliki obol u standardizaciji hrvatskoga jezika standardiziranog na kajkavskoj osnovici pri čemu je osobito zaslužan za gramatičko nazivlje, njegova gramatika latinskoga jezika ostat će trajni spomen na ovoga vrsnoga hrvatskoga jezikoslovca.

## Vanjske poveznice
- Kratko naputjenye vu kruto hasznoviteh, i zevszema potrebneh temelyih diachkoga jezika (1820.), digitalna.nsk.hr
- Kratko naputjenye vu kruto hasznoviteh, i zevszema potrebneh temelyih diachkoga jezika (1821.), library.foi.hr
- Pervi temelyi Diachkoga jezika za pochetnike (1821.), digitalna.nsk.hr
- Pervi temelyi Diachkoga jezika za pochetnike (1839.), digitalna.nsk.hr
- Vocabularium iliti rechnik najpotrebneshe rechi vu chetiri jezikih zadersavajuchi, digitalna.nsk.hr

- Hrvatsko kajkavsko gramatičko nazivlje u gramatici latinskoga jezika Antuna Rožića